# Нова синагога (Бреслау)
51°06′16″ пн. ш. 17°01′42″ сх. д. / 51.10453611° пн. ш. 17.02834444° сх. д.

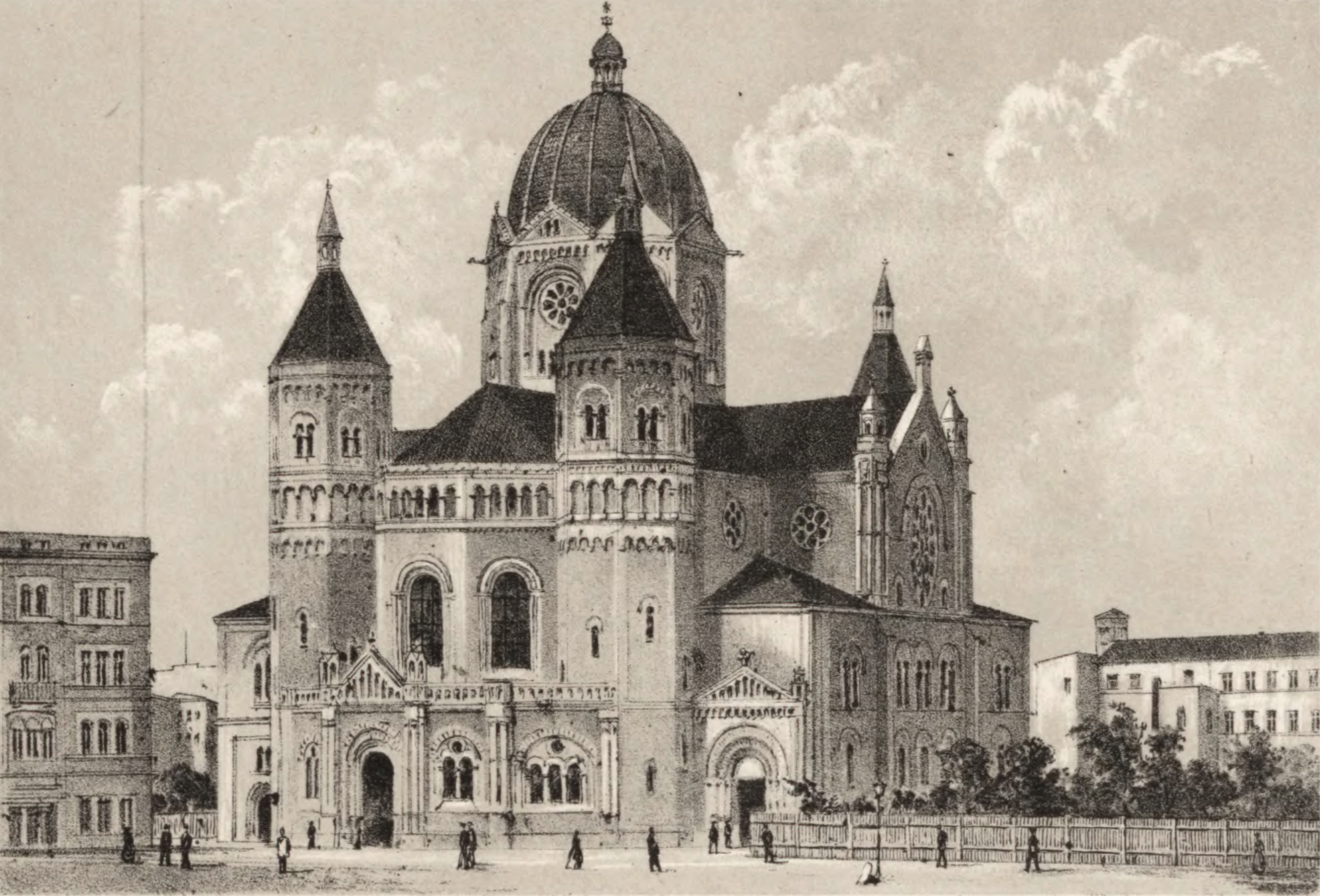
Нова синагога Бреслау в 19 столітті.

Нова синагога була найбільшою синагогою в Бреслау, Німеччина (нині Вроцлав, Польща ). Це була одна з найбільших синагог Німецької імперії та центр реформованого юдаїзму в Бреслау. Він був побудований у 1865–1872 роках за проектом Едвіна Опплера . Він був спалений під час погрому Кришталевої ночі, який прокотився нацистською Німеччиною 9–10 листопада 1938 року.

## Історія
Мануель Жоель, який став рабином реформатської єврейської громади в 1863 році, був першим рабином, який очолив громаду в новому будинку. Він помер у 1890 році, а за ним прийшов Якоб Гутман, який служив до своєї смерті в 1919 році. Доктор Герман Фогельштейн став рабином у 1920 році  4 листопада 1938 року відбулася прощальна служба з ним і привітальна служба для доктора Рейнгольда Левіна, який буде останнім рабином. 

## Зовнішні посилання
- Нова синагога в Бреслау: цифрова реконструкція в Університеті прикладних наук Вищої школи Майнца
- Стіни конфесій: неороманська архітектура, націоналізм і релігійна ідентичність у докторській дисертації Кайзеррайха 2004 із широким обговоренням синагоги